# Букошек
Букошек (словен. Bukošek) — поселення в общині Брежиці, Споднєпосавський регіон, Словенія. Висота над рівнем моря: 155,9 м.